# Sydney Challenger 1983
Il Sydney Challenger 1983 è stato un torneo di tennis facente parte della categoria ATP Challenger Series nell'ambito dell'ATP Challenger Series 1983. Il torneo si è giocato a Sydney in Australia dal 17 al 23 ottobre 1983 su campi in cemento.

## Vincitori

### Singolare
Simon Youl ha battuto in finale  John Frawley con il punteggio di 3–6, 7–5, 6–2

### Doppio
Michael Fancutt /  Wally Masur hanno battuto in finale  Peter Carter /  Mark Kratzmann con il punteggio di 7–5, 6–3